# Sitar

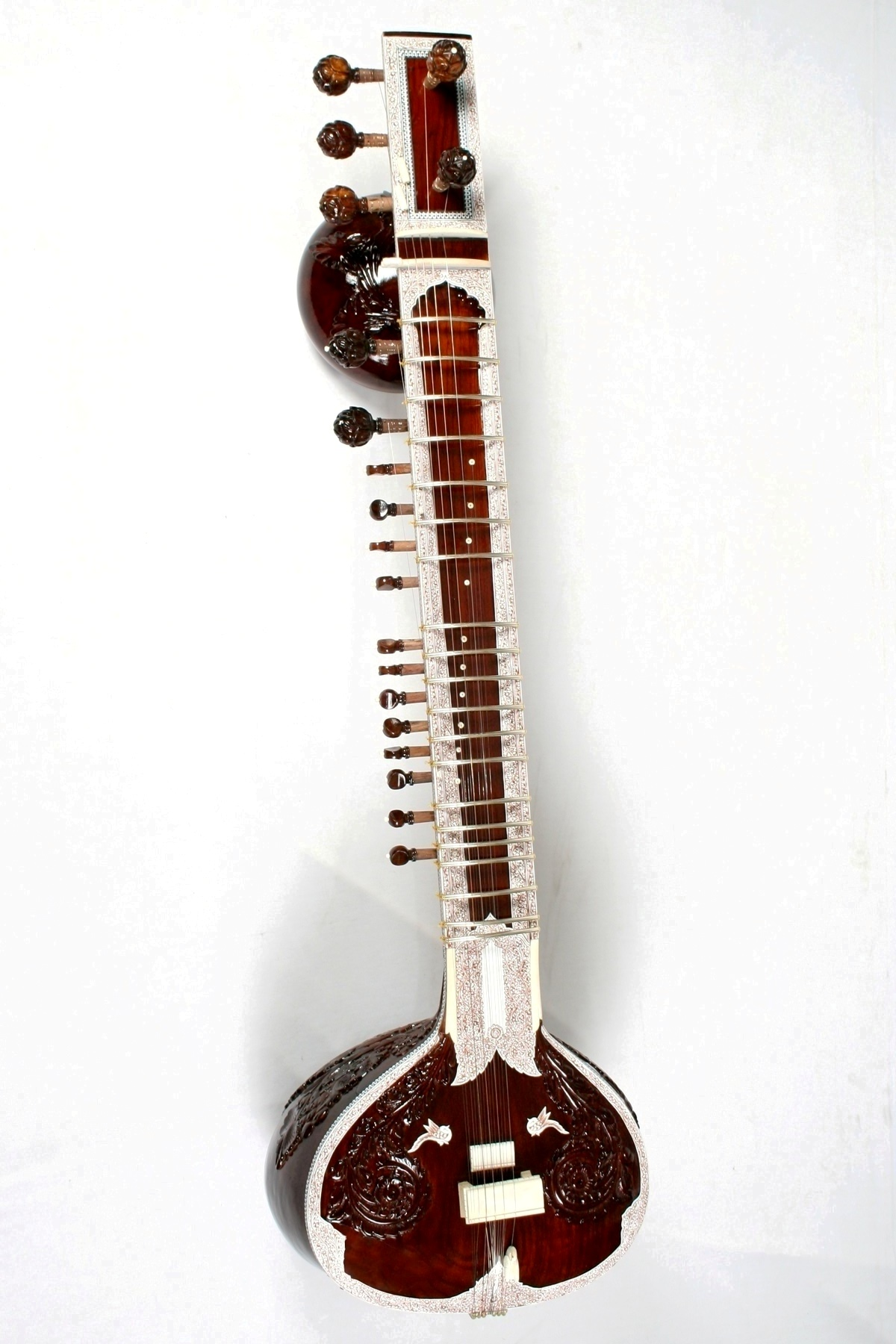
Sitar mit einer zweiten Kalebasse (tumba) oben am Hals

Sitar (Hindi सितार sitār, von persisch ستار\سه تار, DMG setār/sehtār, ‚der/die/das Dreisaitige‘, indopersische Aussprache: sitār, im Deutschen „die Sitar“, seltener „der Sitar“) ist eine gezupfte Langhalslaute im nördlichen Südasien. Sie ist das bekannteste Melodieinstrument der klassischen nordindischen Musik und verfügt über einen charakteristischen und obertonreichen Klang.

## Herkunft

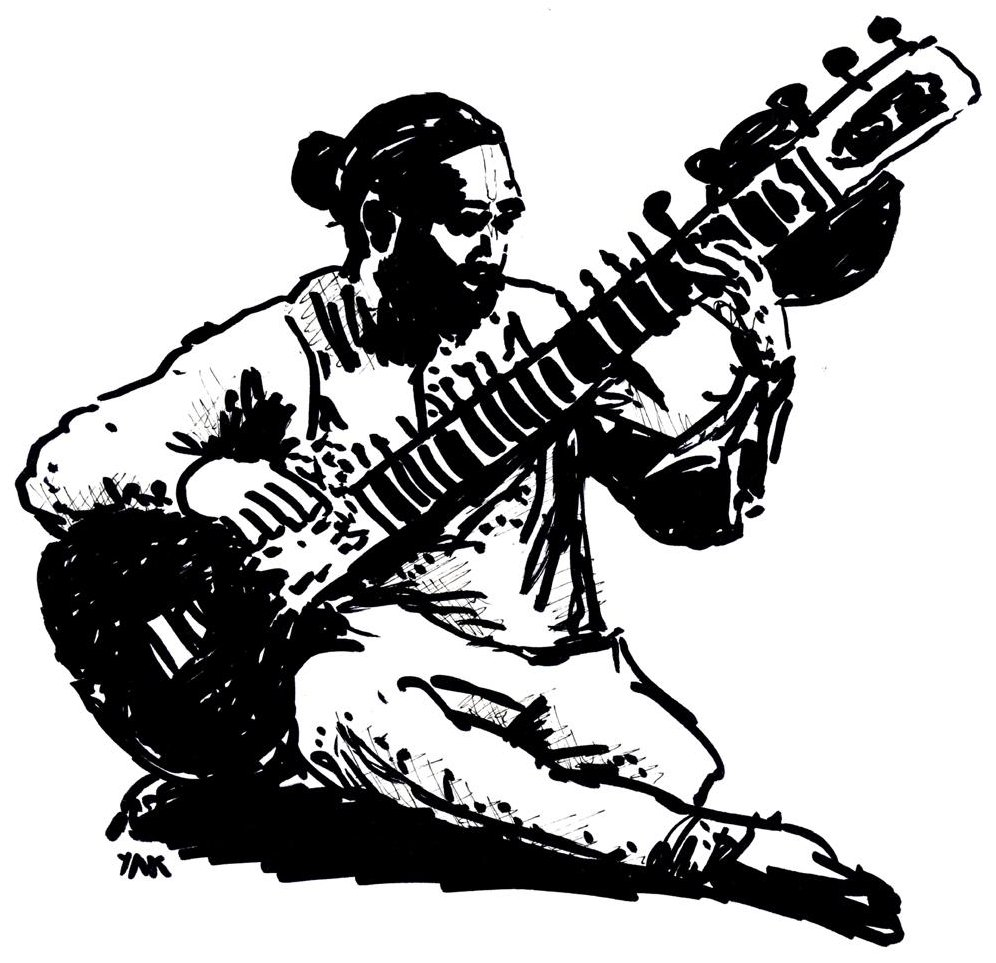
Zeichnung der Spielhaltung

Der Name ist von setār im Persischen abgeleitet, das ab dem 13. Jahrhundert die Hofsprache in Nordindien war. Nach ihrer Form geht die Sitar auf drei Langhalslauten zurück: die altindische Vina, die im 11. Jahrhundert nach Nordindien gelangte westasiatische Tanbur und die persische Setar. Die Sitar soll nach muslimischer Tradition im 13. Jahrhundert von Amir Chosrau als Variante der Tanbur entwickelt worden sein. In seinen Schriften kommt der Name „Sitar“ jedoch nicht vor. Die heutige Form bildete sich im 18. Jahrhundert heraus. Daher unterscheidet sie sich deutlich von den persischen Langhalslauten Setar und Tar.

## Bauform
Wie die Vina besteht die Sitar aus einem getrockneten Flaschenkürbis (Kalebasse) als Resonanzkörper mit Holzdecke und einem langen, hohlen Hals, auf dem sich verschiebbare Messingbünde befinden.
Die Sitar hat heute normalerweise zwischen 18 und 20 Saiten. Vier Spielsaiten und drei Bordunsaiten (chikari), die auf den Grundton und die Quinte der Tonleiter gestimmt und für rhythmische Akzente verwendet werden, verlaufen oberhalb der gebogenen Bundstäbe. Bis zu 13 Resonanzsaiten verlaufen unterhalb der Bundstäbe. Diese werden auf die Skalentöne des gespielten Ragas gestimmt, verstärken den Klang der Obertöne und verstärken den „singenden“ Klang der Sitar. Der Steg (ghora) hat eine besondere gekrümmte Form (javari), sodass die schwingenden Saiten über dessen breiten Rücken streifen und so den für indische Zupfinstrumente charakteristischen summenden Klang erzeugen. Der Grundton in der diatonischen Stimmung der Sitar kann individuell – je nach Klangideal – gewählt werden und liegt meistens zwischen C und D. Manche Modelle besitzen einen aufschraubbaren zweiten Korpus (tumba) kurz vor der Kopfplatte, der vor allem die tieferen Frequenzen wiedergibt.

## Spielweise

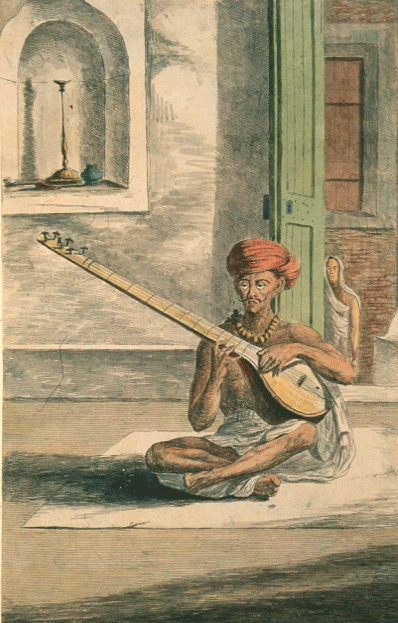
Kolorierte Zeichnung eines bengalischen Sitar-Spielers von François Balthazar Solvyns (erstmals veröffentlicht 1796)

Der Spieler, Sitarji genannt, sitzt in der klassischen Haltung mit übergeschlagenen Beinen auf dem Boden. Das Instrument ruht dabei an der rechten Seite des Spielers auf seinem linken Fuß und wird mit dem rechten Unterarm, der auf dem Resonanzkörper ruht, schräg vor den Körper gehalten. Die linke Hand greift die Saiten hinter den Bünden. Durch seitliches Verziehen der Saite kann die Tonhöhe um bis zu einer Sexte erhöht und ein Glissando (Meend) erzeugt werden.
Die Saiten werden mit einem Plektrum (mizrab) aus Draht angeschlagen, das auf den Zeigefinger der rechten Hand gesteckt wird. Für besondere Effekte können die unteren Saiten mit einem langen Fingernagel auch direkt angeschlagen werden.

## Verbreitung
Die Sitar ist das bekannteste und am weitesten verbreitete Melodieinstrument der klassischen nordindischen Musik und wird auch in der klassischen Musik von Pakistan, Bangladesch und gelegentlich in Nepal verwendet. In ganz Südasien einschließlich Sri Lanka wird die Sitar auch in der populären Musik gespielt. Sie ist im Vergleich mit westlichen Zupfinstrumenten relativ schwierig zu spielen. Die indischen Saiteninstrumente Vina und Sarangi stellen allerdings noch höhere Anforderungen an den Spieler. Die Sitar wird normalerweise von Tabla und Tanpura begleitet.
Bedeutende Sitarspieler der zweiten Hälfte des 19. Jahrhunderts waren Imdad Khan (1848–1920), dessen Sohn Enayat Khan (1859–1938) und Ramprasanna Banerjee (1870–1928). Anfang des 20. Jahrhunderts geboren wurden Gokul Nag (1908–1983, Schüler von Ramprasanna) und Mushtaq Ali Khan (1911–1989). Internationale Berühmtheit gewannen die Sitarspieler Nikhil Banerjee (1931–1986), Imrat Khan (1935–2018, Enkel vom Imdad Khan) und Ravi Shankar (1920–2012). Shankar erlangte vor allem durch die Beatles und die Zusammenarbeit mit dem Geiger Yehudi Menuhin auch außerhalb Indiens Berühmtheit. In Indien erfreut sich der Virtuose Vilayat Khan größter Beliebtheit, der wie seine Familie den Stil der Imdakhani-Gharana erlernte. Er entwickelte ein schnelles leichtes Spiel und veränderte die Sitar nach seinen Vorstellungen (nur zwei Spielsaiten, dafür vier Chikarisaiten, elf Resonanzsaiten). Vielen Indern gilt er als der beste Sitarji seiner Zeit. Mohammad Sharif Khan Punchwale (1926–1980), dessen Vater Hofmusiker beim Fürsten von Punch war, lebte in Lahore und galt als der führende Sitar-Spieler des unabhängigen Pakistan. Die nächste Generation von Sitarspielern wie Budhaditya Mukherjee, Shujaat Khan (Vilayat Khans Sohn) und Irshat Khan (Imrat Khans Sohn) knüpfen musikalisch nahtlos an ihre großen Vorbilder an. In Deutschland trat ab den 1970er Jahren regelmäßig der im Dhrupad-Stil ausgebildete Subroto Roy Chowdhury (1943–2017) auf.
Ende der 1960er Jahre gelangte die Sitar in den Jazz; zunächst durch indische Musiker wie Ravi Shankar, der sich in seinen Kompositionen die westliche populäre und klassische Musik erschloss und zugleich für ein Zusammentreffen der modalen Skalen der indischen Ragas mit der Jazzharmonik sorgte. Wenig später begannen Jazzmusiker, die Klänge der in Indien nur monophon eingesetzten Sitar als exotische Ergänzung in das mehrstimmige Jazzorchester einzufügen. In der Nachfolge von Ravi Shankar steht der indische Sitarspieler Nishat Khan (* 1965) für ein ost-westliches Zusammenspiel im Bereich des Jazz. Der bekannteste, aus dem Jazz stammende Sitarspieler war bis zu seinem Tod 1984 Collin Walcott. Seit Walcotts Tod wird die Sitar nur sehr selten im Jazz eingesetzt. In Deutschland wechselte der Jazzgitarrist Volker Kriegel gelegentlich zur Sitar.
Ab den 1960er Jahren beeinflussten die Sitar und indische Musik im Allgemeinen die westliche Beat- und Rockmusik. Im Juli 1965 begleitete sich Jon Mark bei seiner Einspielung des Folk-Klassikers Sally Free and Easy mit einer Sitar, da aber das von Shel Talmy produzierte Album erst 2017 veröffentlicht wurde, blieb Marks Aufnahme fünfzig Jahre verborgen, obwohl sie Ray Davies von den Kinks zu der Sitar-Klangbild-Nachahmung von See My friends angeregt hat. George Harrison, Gitarrist der Beatles, erlernte die Sitar und ornamentierte damit Songs wie Norwegian Wood oder spielte komplett indische Titel wie Within You Without You auf dem Album Sgt. Pepper’s Lonely Hearts Club Band ein. Bei den Rolling Stones gab es Sitarspiel von Brian Jones, so beispielsweise bei den Stücken Paint It Black und Street Fighting Man. Auch Steve Marriott und  Peter Frampton spielten in der Band Humble Pie unter anderem Sitar.
In den Vereinigten Staaten und Europa erfolgreich ist Anoushka Shankar (* 1981, eine Tochter von Ravi Shankar). Neben der auf eine westliche Zuhörerschaft zugeschnittenen klassischen indischen Musik stehen Aufnahmen mit Klassik-, Flamenco-, Pop- und Rock-Musikern.

## Electric Sitar
Die Electric Sitar wird seit 1967 unter dem Markennamen Coral Sitar gebaut. Dies ist eine 6-saitige E-Gitarre, deren Form nichts mit der Sitar zu tun hat. Sie erzeugt mit abgeschrägtem Steg und Resonanzsaiten zwar einen Sitar-ähnlichen schnarrenden Ton, hat aber nicht die Klangfülle und ornamentierenden Möglichkeiten einer echten Sitar. Da sie eine Gitarre mit chromatischer Stimmung ist und jeder Gitarrist einfach auf ihr spielen kann, wird sie gerne von Musikern des Jazz und Rockbereichs zur Imitation des indischen Klangs der Sitar benutzt. Max Cavalera erreichte mit diesem Instrument in der Metalszene mit seinen Bands Soulfly und Sepultura hohes Ansehen. Aber auch Bands wie Rage, Metallica, Yes, Genesis, Asian Dub Foundation und viele andere versuchen mit der Sitar-Gitarre oder gar nur einem elektronischen Sitar-Guru-Effektgerät den einzigartig schnarrenden Klang der Sitar zu kopieren und ihre Musik damit zu bereichern. Als Jazz-Gitarristen, die den Sound der Electric Sitar zu einem eigenen Markenzeichen entwickelt haben, sind vor allem Pat Metheny und der aus Frankfurt am Main stammende Torsten de Winkel zu nennen.